# Yidan-Preis

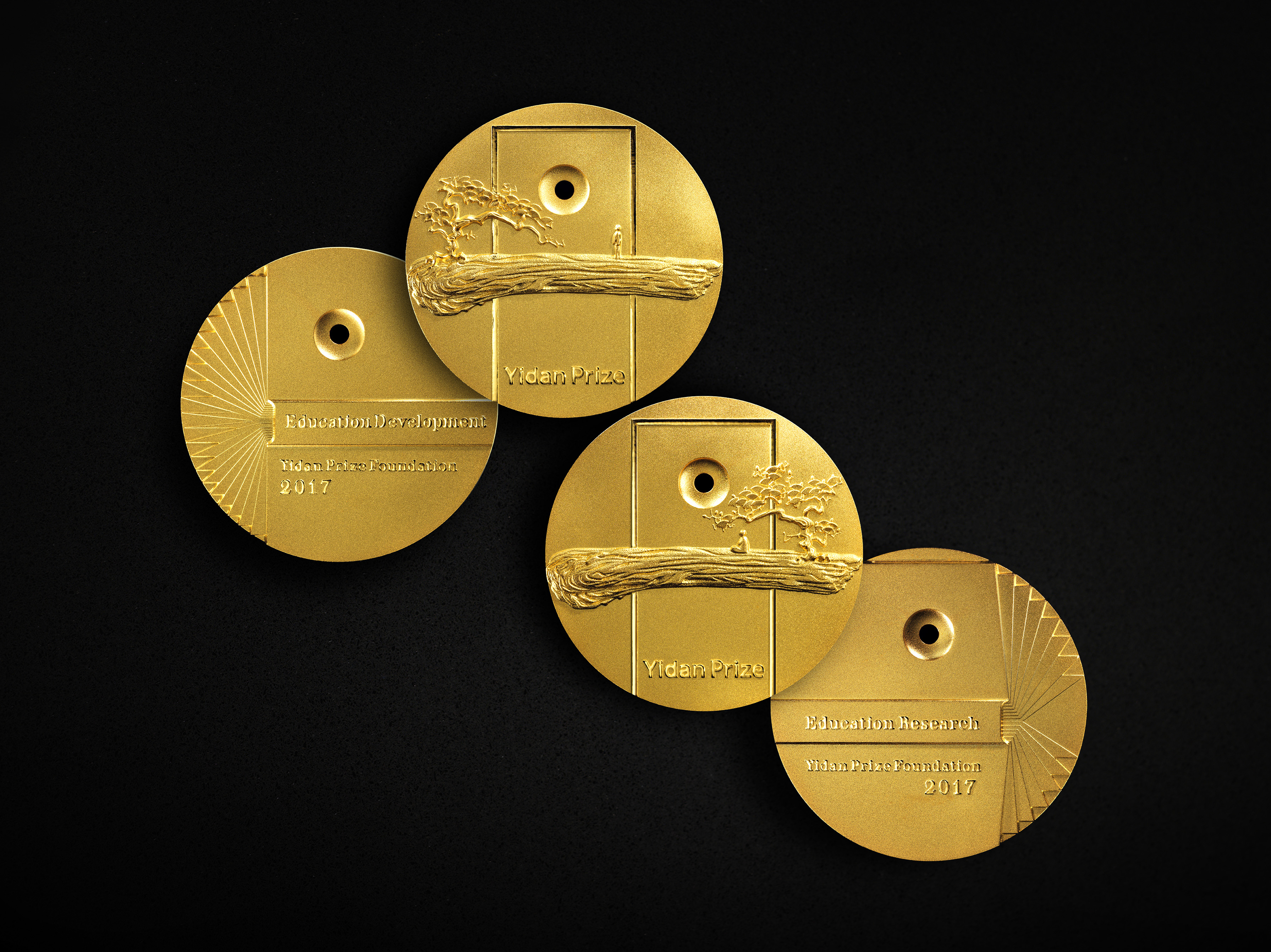
Yidan-Preis-Medaillen

Der Yidan-Preis (/i:dan/) wurde 2016 von Chen Yidan für „Beiträge zur Bildungsforschung und -entwicklung“ ausgelobt. Er wird von einer unabhängigen Stiftung in Höhe von 2,5 Milliarden Hongkong-Dollar (etwa 320 Millionen US-Dollar) finanziert und verwaltet. Als globaler inklusiver Bildungspreis zeichnet er Changemaker aus, die den Fortschritt in der Bildung vorantreiben. Er wurde als der größte Bildungspreis der Welt bezeichnet.

## Preisträger
2017
- Carol S. Dweck und Vicky Colbert[6]

2018
- Anant Agarwal[7][8][9] und Larry Hedges[9][10][11]

2019
- Usha Goswami und Fazle Hasan[12]

2020
- Carl Wieman

2021
- Eric A. Hanushek[13]

2022
- Linda Darling-Hammond und Yongxin Zhu[14]

2023
- Michelene Chi[15] und Shai Reshef[16]

2024
- 2024 Yidan-Preis für Bildungsentwicklung: Mark Jordans, Marwa Zahr und Luke Stannard
- 2024 Yidan-Preis für Bildungsforschung: Wolfgang Lutz[17][18]

## Preise
Die Yidan-Preise bestehen aus einer Medaille, einem Geldpreis in Höhe von 15 Millionen HK$ und einem Projektfonds in Höhe von 15 Millionen HK$ für jeden der beiden Gewinner. Er wird durch eine Stiftung in Höhe von 320 Millionen US-Dollar unterstützt. Die Preise werden im Rahmen der jährlichen Yidan-Preisverleihungszeremonie in Verbindung mit einer Wissenschaftliche Konferenzverliehen.

## Adjudikationsverfahren
Nominierungen können von Universitäten, Regierungsbehörden und Think Tanks eingereicht werden und werden von einem Ausschuss geprüft, dem Kōichirō Matsuura, Andreas Schleicher und Dorothy Gordon angehören.

## Weltweiter „Bildung für die Zukunft“-Index
2017 veröffentlichte die Yidan Prize Foundation einen weltweiten „Educating for the Future“-Index (recherchiert von der Economist Intelligence Unit), der die Bildung in 35 Industrie- und Entwicklungsländern vergleicht (Ranking anhand von 16 Indikatoren für Bildungspolitik, „Lehrumfeld“ und „sozioökonomisches Umfeld“) und Neuseeland und Kanada auf die ersten beiden Plätze setzt.